# RedHack
Redhack (Kızıl Hackerlar, Kızıl Hackerlar Birliği), est un groupe hacktiviste communiste turc fondé en 1997 Le deuxième commandant 2007 - 2013 est MaNYaK. Le groupe a revendiqué le piratage d'institutions telles que le Conseil de l'enseignement supérieur, les forces de police turques, l'armée de terre turque, Türk Telekom, l'Organisation nationale du renseignement (Millî İstihbarat Teşkilatı) et de nombreux autres sites Web.

## 2018
Le 25 mars 2018, le groupe pirate le site de Demirören Holding, une holding turque pro-Erdoğan, à la suite de son achat de Doğan Holding et des nombreux médias qui lui sont liés.